# جان راسل یانگ

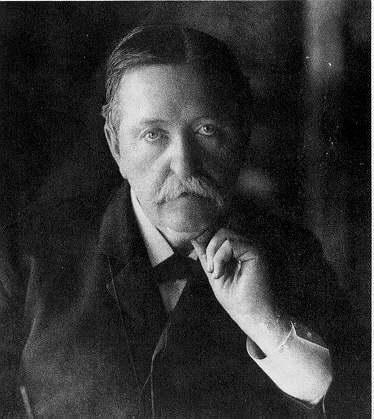
جان راسل یانگ

جان راسل یانگ (به انگلیسی: John Russell Young) ( تولد : ۲۰ نوامبر ۱۸۴۰ - ۱۷ ژانویه ۱۸۹۹) هفتمین کتابدار کتابخانه ملی کنگره آمریکا بود . وی از سال ۱۸۹۷ تا ۱۸۹۹ عهده‌دار این سمت بود .